# Etnisch stereotype

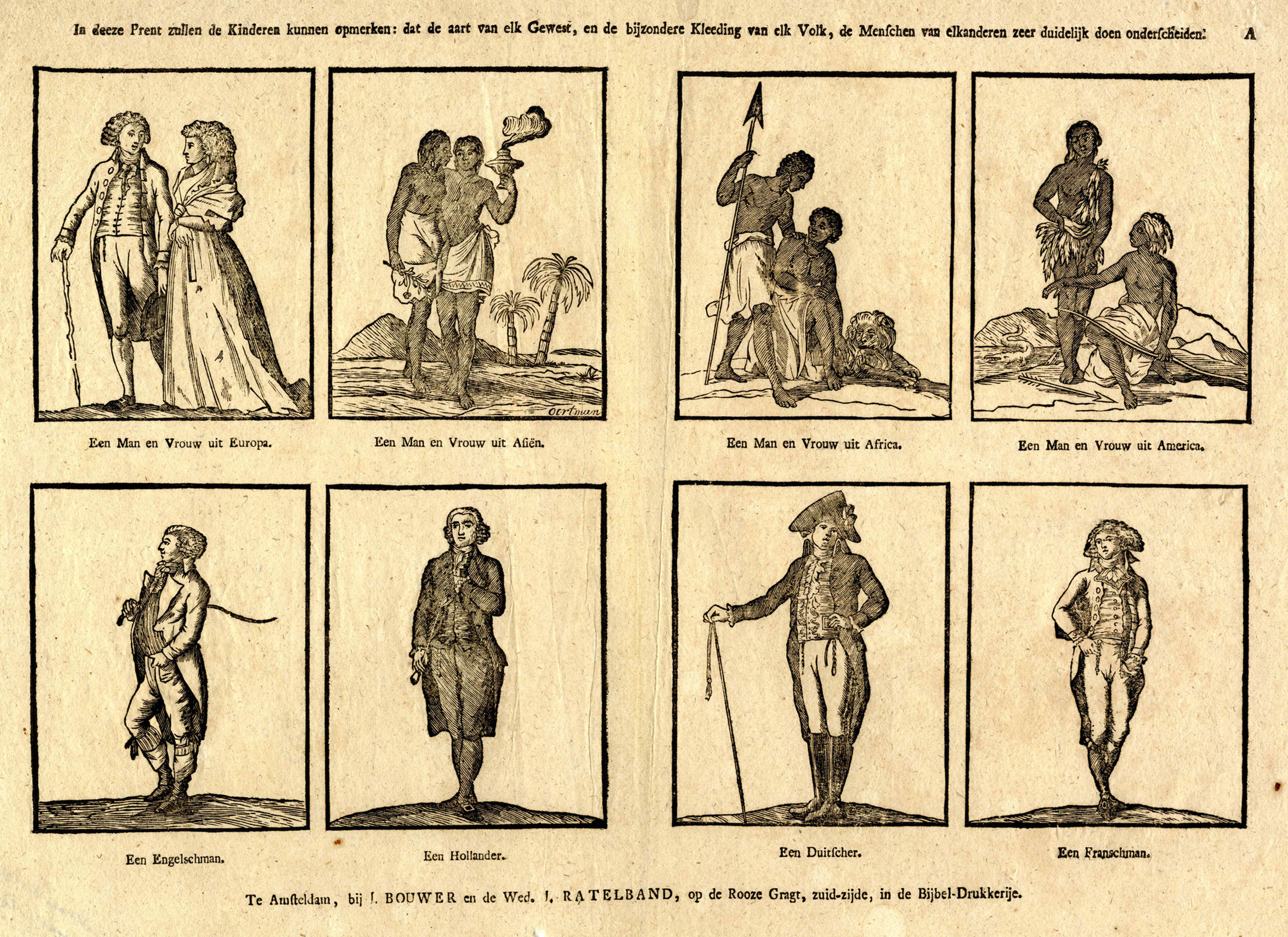
Verschillende volken volgens J. Ratelband & J. Bouwer (1767-1779).

Een etnisch stereotype of nationaal karakter is een stereotype van vermeende karaktereigenschappen die een volk, natie of etniciteit zou bezitten. Dit stereotype kan van het volk zelf afkomstig zijn, maar ook een beeld zijn dat anderen hebben.
In het eerste geval kan dit voortkomen uit en bijdragen aan de vorming van een ingebeelde gemeenschap en nationale identiteit. Daarmee kan dit natievorming versterken en nationalisme in de hand werken. In extreme gevallen kan dit tot afwijzing van andere nationaliteiten leiden.
In het tweede geval is het beeld opgelegd door anderen, wat soms positief kan zijn, maar veelal negatief is, soms zelfs xenofoob.
In hoeverre nationaliteit werkelijk bijdraagt aan persoonlijke karaktereigenschappen, is onderdeel van onderzoek. De conclusie van Terracciano et al was dat er geen correlatie is tussen beide.
De imagologie is een vakgebied dat de beeldvorming van het ene volk over het andere aan de hand van uitvergrote stereotypen bestudeert. Stereotypische kenmerken van het aldus geconstrueerde nationaal karakter worden een "ethnotype" genoemd. Doel is het deconstrueren van nationaal en etnisch essentialisme.